# Gastronomi
Gastronomi er læren om den højere kogekunst, hvor madlavning ophøjes fra et håndværk til en kunst i harmoniske og æstetiske måltider. 
Forfatteren Mogens Brandt arbejdede for kendskabet til især fransk gastronomi i en 1960'erne, hvor dansk kogekunst var standardiseret og uinspireret. En række selskaber som Chaîne des Rôtisseurs og Société Gastronomique Française virker i Mogens Brandts ånd.
En kunstner og kunstkender, der arbejder med mad og vin på højt niveau, kaldes en gastronom. Etymologisk kommer ordet gastronomi fra det oldgræske gastros ("mave"), og nomos ("regel" eller "lov").